# Mentiras: el musical
Mentiras: El musical, es una obra de teatro musical estrenada en la Ciudad de México en 2009,escrita y dirigida por José Manuel López Velarde. Está compuesta por un repertorio popurrí de canciones exitosas de la década de los 80 en México. 

## Antecedente
El musical es un homenaje a la cultura popular mexicana de los años 80. 
Los nombres de los 6 protagonistas son de cantantes famosos de la década. 
Se mencionan espectáculos de televisión como XE-TU, telenovelas de la década como Quinceañera, Tú o nadie, Rosa salvaje, La fiera, La indomable, El pecado de Oyuki, Amor en silencio, Los ricos también lloran, De pura sangre, Gabriel y Gabriela, Vanessa, Viviana, Bianca Vidal, La pasión de Isabela, El maleficio, El derecho de nacer, Bodas de odio, El camino secreto, Mundo de juguete, El hogar que yo robé, publicaciones como la Revista ERES y lugares populares como El Magic, El patio, el News. 
También hacen referencia a diferentes acontecimientos como el mundial 86 o el emblemático mensaje del expresidente José López Portillo sobre su defensa del peso mexicano. 
Las canciones del musical son de los cantantes de la década de los 80': Yuri, Daniela Romo, Amanda Miguel, Rocío Banquells, Dulce, Lupita D'Alessio, Marisela, Prisma, Pandora, María Conchita Alonso, Manoella Torres, Mijares, Emmanuel, Óscar Athié, Marco Antonio Solís y José Luis Perales.

## Sinopsis
La obra se desarrolla en los años ochenta, cuando cuatro mujeres: Daniela, Yuri, Dulce y Lupita se encuentran en el funeral de Emmanuel y descubren que las cuatro fueron sus parejas sentimentales al mismo tiempo. Ahí Manuela (hermana de Emmanuel) lee una carta de él en que les deja la misión de descubrir a su asesina que curiosamente se encuentra entre ellas cuatro. A partir de ese momento se desatan una serie de historias que revelan la relación que cada una tuvo con Emmanuel en vida, todas contadas con los éxitos mas grandes de los años ochenta.

## Números musicales

### Acto 1
1. Castillos
2. Cuando baja la marea
3. Él me mintió / Mentiras / Mentiras
4. De color de rosa
5. De color de rosa (reprise)
6. De mí enamórate / Me acordaré de ti / Adelante corazón
7. Me alimento de ti
8. ¿Cómo te va mi amor?
9. La pareja ideal / Celos
10. Pobre secretaria
11. Déjala
12. Amiga mía / Ese hombre no se toca
13. Noche de copas
14. Lo siento mi amor
15. Te estás pasando
16. ¿Y cómo es él?
17. ¿Es ella más que yo?
18. Baño de mujeres
19. Hombres al borde de un ataque de celos (Lupita)
20. Medley: Yo no te pido la luna / Luna mágica / Hombres al borde de un ataque de celos / Te estás pasando / Lo siento mi amor / El apagón

### Acto 2
1. Quiero dormir cansado
2. Acaríciame / El gato y yo / Acaríciame
3. Detrás de mi ventana (Daniela, Dulce, Lupita y Yuri)
4. Quiero dormir cansado / Todo se derrumbó/ De qué te vale fingir / Fotografía
5. Tu muñeca / No soy una muñeca / No soy una señora / Muñeca rota
6. Solamente amigas
7. Toda la vida
8. Mudanzas
9. Megamix: Prometes / Lobo / El pecado / Bella / Macumba / La maldita primavera / Tiempos mejores

### Números musicales anteriores

#### Acto 1
1. Castillos (Daniela, Dulce, Lupita y Yuri)
2. Cuando baja la marea (Daniela, Dulce, Lupita y Yuri)
3. Él me mintió / Mentiras / Mentiras (Daniela, Dulce, Lupita y Yuri)
4. De color de rosa (Daniela y Yuri)
5. De mí enamórate (Dulce)
6. Me alimento de ti (Emmanuel y Daniela)
7. ¿Cómo te va mi amor? (Emmanuel y Dulce)
8. La pareja ideal / Celos (Emmanuel, Dulce y Daniela)
9. Pobre secretaria (Lupita)
10. Déjala (Yuri y Emmanuel)
11. Amiga mía / Ese hombre no se toca (Daniela y Yuri)
12. Noche de copas (Daniela, Dulce, Lupita y Yuri)
13. Lo siento mi amor (Dulce)
14. Te estás pasando (Lupita)
15. ¿Y como es él? (Emmanuel)
16. ¿Es ella más que yo? (Daniela)
17. Baño de mujeres (Emmanuel)
18. Hombres al borde de un ataque de celos (Lupita)
19. Medley: Yo no te pido la luna / Luna mágica / Hombres al borde de un ataque de celos / Te estás pasando / Lo siento mi amor / El apagón (Daniela, Dulce, Lupita y Yuri)

#### Acto 2
1. Quiero dormir cansado (Emmanuel)
2. Acaríciame / El gato y yo / Acaríciame (Daniela, Dulce, Lupita y Yuri)
3. Detrás de mi ventana (Daniela, Dulce, Lupita y Yuri)
4. Quiero dormir cansado / Todo se derrumbó (Emmanuel)
5. De qué te vale fingir / Fotografía (Daniela, Dulce, Lupita, Yuri y Emmanuel)
6. Tu muñeca / No soy una muñeca (Daniela, Dulce, Lupita y Yuri)
7. Solamente amigas (Yuri y Daniela)
8. Toda la vida (Emmanuel)
9. Mudanzas (Daniela, Dulce, Lupita, Yuri y Emmanuel)
10. Megamix: Prometes / Lobo / El pecado / Bella / La maldita primavera / Tiempos mejores (Daniela, Dulce, Lupita, Yuri y Manoella)

## Producciones

### Original
En el año 2008 se realizó un taller con una primera versión de la obra, el cual fue producido y dirigido por el productor mexicano Federico González Compeán, quien dio pauta a modificaciones en el libreto y finalmente a su producción en el 2009. Se estrenó el 11 de febrero de 2009, su producción es totalmente de origen mexicana. 
Anteriormente se presentó en el "Teatro México" del Centro Teatral Manolo Fábregas en la Ciudad de México hasta el 21 de marzo del 2021. Tras una disputa legal incierta entre el equipo de producción y el autor.

### Créditos
- Autor: José Manuel López Velarde
- Dirección: José Manuel López Velarde
- Supervisión musical y orquestaciones: Isaac Saúl
- Dirección musical y orquestaciones: René Ábrego
- Coreografía y director residente: Omar Rodríguez, Rafael Maza y Quecho Muñoz, actualmente Rafael Maza ha regresado a la dirección de este musical.
- Diseño de escenografía: Sergio Villegas
- Diseño de iluminación: Nicholas Phillips
- Diseño de vestuario: Mauricio Ascencio
- Diseño de audio: David Patridge, Isaías Jauregui.
- Stage Management: Kaori Hayakawa, Jorge Zepeda y Rosa Alicia Delain Azuara Hdz
- Producción ejecutiva: Mónica Bravo Cuevas(taller, 2009, 2010) Juan Carlos Bringas(Residente 2011) Francisco Escárcega (Residente 2013)
- Productores: Morris Gilbert y Federico González Compeán

### Producción de 2022
Contando con una nueva escenografía móvil con contornos de colores neón, sonido de alta tecnología; y nuevos arreglos se estrenó de nueva cuenta la obra "Mentiras: el musical" la fecha del 3 de junio del 2022, en el Teatro Aldama, obteniendo en su estreno un showstopper de más de 10 minutos.

### Créditos
- Autor: José Manuel López Velarde
- Dirección: José Manuel López Velarde
- Dirección Residente: Evan Regueira
- Coreógrafo: Pablo Rodríguez
- Diseño de escenografía: Jorge Balina
- Diseño de iluminación: Pablo Gutiérrez
- Diseño de vestuario: Eloise Kazan , Estela Fagoaga
- Diseño de maquillaje y peluquería: Cinthia Muñoz
- Diseño de audio: Gastón Briski
- Productor Ejecutivo: Pita Salazar
- Company Management: Max D'Luna
- Stage Management: Gerardo Samaniego, Abraham M. Orozco, Kikeke Gómez
- Productores: Alejandro Gou, Óscar Carnicero, Ari Borovoy, Jack Borovoy, Sonia Salvador, José Manuel López Velarde

### Otras producciones

#### Producción Panameña
La primera adaptación internacional del musical se dio en Panamá llevándose a cabo el 6 de junio al 6 de julio de 2012 en Panamá (ciudad), Panamá., en el Teatro En Círculo, bajo la dirección de Edwin Cedeño, producción de Diana Abouganem, Paulette Thomas y Reina Medaglia. El elenco estuvo encabezado por: 
- Daniela: Paulette Thomas
- Dulce: Irma Teresita Quirós
- Yuri: Nilena Zisopulos
- Lupita: Valeria Ovando
- Emmanuel: Agustín Gonçalves
- Manoela: Michelle Alpizar

#### Producción Colombiana
La segunda adaptación internacional del musical se llevó a cabo el 14 de marzo de 2013 al 30 de junio del mismo año en Bogotá, Colombia, en el Teatro La Castellana, con un elenco encabezado por: 
- Daniela: Carolina Gaitán / Paola Dulce
- Dulce: Adriana Bottina / Vivi Osorio
- Yuri: Diana Hoyos  / Carolina Sabino
- Lupita: Verónica Orozco
- Emmanuel: Alejandro Martínez /Karoll Márquez
- Manoela: Juan Rendón del Río

#### Producción Peruana
La tercera adaptación internacional del musical se llevó a cabo del 30 de enero al 6 de abril de 2014 en Lima, Perú., en el Teatro Peruano Japonés, bajo la dirección de Raúl Zuazo, producción de TONDERO Producciones, patrocinado por BBVA Continental y un elenco encabezado por: 
- Daniela: Rossana Fernández-Maldonado
- Dulce: Vanessa Saba
- Yuri: Erika Villalobos
- Lupita: Gisela Ponce de León
- Emmanuel: Paul Martin
- Emmanuel: Anabeli Bolaños

Cabe destacar que en la versión se presentó algunas modificaciones en su repertorio musical, modificando el último número, el Megamix, cambiando algunos temas, por otros más populares en aquel país que los establecidos en el original, quedando  de la siguiente manera: 
1. Megamix: Prometes / Corazón de piedra/ Bella señora / Porque me abandonaste / La maldita primavera / Tiempos mejores

#### Mentidrags
Mentidrags es un concepto que se desprende directamente de la obra original en la Ciudad de México. La obra en esencia es la misma cantada en los mismos tonos con la misma trama.
El diseño de imagen está a cargo de la Drag queen "Letal" la dirección a cargo de José Manuel López Velarde.
Despertó polémica por el hecho de no incluir dragqueens de profesión, si no actores de teatro que hacen drag. 
Elenco:
• Daniela: Fernando Soberanes / Emiliano Armendáriz / Nelson Carreras. 
• Yuri: Regina Voce / Emiliano Armendáriz. 
• Lupita: Rogelio Suárez / Regina Voce.
• Dulce: Nelson Carreras / Carlos Fonseca / Emiliano Armendáriz. 
• Manoella: Mary Francis Reyes / Ricardo Peralta.
• Emmanuel: Carlos Fonseca / Marce Carrero / Juan Solo / Regina Blandón.
Estuvieron en elenco:
• Dulce: Iker Madrid, Jerry Velázquez
• Emmanuel: Felipe Flores
Además del cambio de vestuario y pelucas de los 5 personajes el Megamix se canta de la siguiente manera:
Prometes: Daniela. Lobo: Yuri. El pecado: Dulce. Leona Dormida: Emmanuel. Macumba: Lupita. A quién le importa y Tiempos Mejores: Daniela, Yuri, Dulce, Emmanuel, Manoella y Lupita

## Elenco

### Reparto original
- Daniela: Natalia Sosa
- Dulce: Mónica Huarte
- Lupita: Mariana Treviño
- Yuri: Pía Aun
- Emmanuel: Andrés Zuno
- Manoella: Crisanta Gómez
- Swings: Marta Fernanda y Lety López

Reparto del Taller de Mentiras que se realizó en meses previos a la producción formal de la obra, en el Centro Cultural Telmex:
- Daniela: Natalia Sosa
- Dulce: Paola Gómez
- Lupita: María Filippini
- Yuri: Pía Aun
- Emmanuel: Mauricio Salas
- Manoela: Gabriela Steck

### Reparto alterno
- Daniela: Natalia Sosa, Crisanta Gómez, Marta Fernanda, Georgina Valdez Levin, Paola Gómez, Cecilia de la Cueva, Ana Cecilia Anzaldúa, Hiromi Hayakawa, Majo Pérez, Ivonne Garza, Mayte de Samaniego, Angélica Vale, Kika Edgar, Ana Brenda Contreras, Dalilah Polanco, Lorena de la Garza, Lolita Cortés, Paola Mingüer, Gloria Aura, María Chacón, Alicia Paola, Pia Vergara, Aitza Terán, Anais Loz y Reyna López.
- Dulce: Mónica Huarte, Marta Fernanda, Lety López, Paola Gómez, Georgina Valdez Levin, Hiromi Hayakawa, Ana Cecilia Anzaldúa, Jimena Parés, Carmen Sarahí, Majo Pérez, Paloma Cordero, Paola Mingüer, Lorena de la Garza, Kika Edgar, Lolita Cortés, Dalilah Polanco, Crisanta Gómez, Angélica Vale, Alicia Paola, Reyna López, María Chacón, Michelle Rodríguez y Natalia Saltiel.
- Lupita:  Mariana Treviño Lety López, Marta Fernanda, Paola Gómez, María Filippini, Ana Cecilia Anzaldúa, Majo Pérez, Carmen Sarahí, Georgina Valdez Levin, Paola Mingüer, Lolita Cortés, Dalilah Polanco, Tatiana, Hiromi Hayakawa, Kika Edgar, Lorena de la Garza, Angélica Vale, María Chacón, Natalia Saltiel, Fabiola Andere y Reyna López.
- Yuri: Pía Aun, Crisanta Gómez, Marta Fernanda, Lety López, Jimena Parés, Hiromi Hayakawa, Cecilia de la Cueva, Ana Cecilia Anzaldúa, Paloma Cordero, Majo Pérez, Mariana Vargas, Paola Mingüer, Lolita Cortés, Lorena de la Garza, Paola Gómez, Georgina Valdez Levin, Dalilah Polanco, Kika Edgar, Laura Cortés, Angélica Vale, Reyna López, Alicia Paola, Majo Medellín, María Chacón, Sofía Montaño y Anais Loz.
- Emmanuel: Andrés Zuno, Mauricio Martínez, Mauricio Salas, Rykardo Hernández, Mariano Palacios, Tony Bernetti, Efraín Berry, Felipe Flores, Álex Brizuela, Mane de la Parra, Yahir, Joss Bocanegra, Daniel Elbittar, Lenny de la Rosa, Paola Gómez, Hiromi Hayakawa, Dalilah Polanco, Marta Fernanda, Majo Pérez, Paola Mingüer, Ana Cecilia Anzaldúa, Carlos Gatíca, Pablo Puyol, Lorena de la Garza, Angélica Vale, Rodrigo Giménez, Rodrigo Massa, Juan Solo, Enrique Montaño, María Chacón, Reyna López y Agustín Argüello.
- Manoella: Crisanta Gómez, Sandra Lan, Lorena Barquet, Lety López, Marta Fernanda, Paola Gómez, Georgina Valdez Levin, Hiromi Hayakawa,  María Fernanda Pérez, Mary Francis Reyes, Álex Brizuela, Ana Cecilia Anzaldúa, Paola Mingüer, Majo Medellín, Lorena de la Garza, Angélica Vale, Alicia Paola, Anais Loz, Natalia Saltiel, María Chacón y Dalilah Polanco.

- TVita (Animador/a en las Funciones Interactivas): Majo Pérez, Paloma Cordero, Georgina Levin, Efraín Berry, Paola Mingüer, Reyna López y María Chacón.
- José Manuel López Velarde ha interpretado en una ocasión al único personaje masculino: Emmanuel.
- Georgina Valdez Levin y Lolita Cortés han interpretado los cuatro papeles femeninos principales: Daniela, Lupita, Yuri y Dulce.
- Hiromi, Majo Pérez, Ana Cecilia Anzaldúa, Paola Mingüer, Dalilah Polanco, Marta Fernanda, Paola Gómez, Lorena de la Garza, Kika Edgar, María Chacón, Reyna López y Angélica Vale son las únicas en interpretar todos los personajes principales: Daniela, Dulce, Lupita, Yuri, Emmanuel y Manoella.
- Hiromi además de interpretar a los 6 personajes de la obra, interpretó a "Marisela", un personaje que sólo existió en la versión con final alternativo de la obra.
- Quecho Muñoz interpretó a "El Puma" en la función de Mentiras Asesinas, en la que el público asistente votó para que Dulce (Majo Pérez) fuera la asesina de Emmanuel.
- Majo Pérez interpretó a "Catalina Creel" (Cuna de lobos), en la versión "Mentiras de Telenovela".
- Pia Vergara interpretó fragmentos de los 4 papeles femeninos principales en la función especial "Sorpresas para Efraín" como sorpresa en la despedida para su esposo Efraín Berry.

Producción de 2022
- Daniela: Lorena Vignau, Lucía Madariaga, Georgina Valdez Levín, Sofía Richy, Jessica Díaz.
- Dulce: Jimena Cornejo, María Elisa Gallegos, Georgina Valdez Levin, Daniela Luján, Michelle Rodríguez.
- Yuri: María Elisa Gallegos, Caro Vélez, Lorena Vignau, Paloma Cordero.
- Lupita: Jimena Cornejo, Paola Gómez, Lucía Madariaga.
- Emmanuel: Enrique Montaño, Marcelo Carraro, Imanol Landeta, Carlos Fonseca, Christian Chávez
- Manoella: Mary Francis Reyes, Mariana Almazzi, Las Mamás presentan, Alejandra Bogue.

Dieron función:
- Daniela: Dai Liparoti, Pahola Escalera, Brenda Santabalbina, Angelica Vale.
- Dulce: Michelle Rodríguez, Brenda Santabalbina.
- Yuri: Fela Domínguez, Brenda Santabalbina.
- Lupita: Pahola Escalera, María León.
- Emmanuel: Felipe Flores, Yahir, Juan Solo
- Manoella: Maca Carriedo.

### ElencoMentiDrags
Actual
- Daniela: Fernando Soberanes, Nelson Carreras, Emiliano Armendáriz.
- Dulce: Nelson Carreras, Carlos Fonseca, Emiliano Armendáriz, Jerry Velázquez
- Lupita: Rogelio Suárez, Regina Voce, Leexa Fox.
- Yuri: Regina Voce, Emiliano Armendáriz, Marecelo Carraro.
- Emmanuel: Carlos Fonseca, Marcelo Carraro, Juan Solo, Christian Chávez, Miguel Martínez.
- Manoella: Mariana Almazzi, Mary Francis Reyes, Ricardo Peralta.

Dieron función
- Dulce: Iker Madrid, Jerry Velázquez
- Emmanuel: Felipe Flores, Regina Blandon
- Manoella: Roberto Carlo, Lolita Banana
- Swing: Luis Carlos Villarreal.

## Banda sonora

### CD 1
1. Castillos (Natalia Sosa, Monica Huarte, Mariana Treviño y Pia Aún)
2. Cuando baja la marea (Natalia Sosa, Monica Huarte, Mariana Treviño y Pia Aún)
3. Él me mintió / Mentiras / Mentiras (Natalia Sosa, Mariana Treviño y Mónica Huarte)
4. De color de rosa (Natalia Sosa y Pia Aún)
5. De mí enamórate (Mónica Huarte)
6. Me alimento de ti (Andrés Zuno y Natalia Sosa)
7. ¿Cómo te va mi amor? (Andrés Zuno y Mónica Huarte)
8. La pareja ideal / Celos (Andrés Zuno, Mónica Huarte y Natalia Sosa)
9. Pobre secretaria (Mariana Treviño )
10. Déjala (Andrés Zuno y Pia Aún )
11. Amiga mía / Ese hombre no se toca (Pia Aún y Natalia Sosa)
12. Noche de copas (Natalia Sosa, Monica Huarte, Mariana Treviño y Pia Aún)
13. Lo siento mi amor (Mónica Huarte)
14. Te estás pasando (Mariana Treviño )
15. ¿Es ella más que yo? (Natalia Sosa)
16. Baño de mujeres (Andrés Zuno)
17. Hombres al borde de un ataque de celos (Mariana Treviño )
18. Medley: Yo no te pido la luna / Luna mágica / Hombres al borde de un ataque de celos / Te estás pasando / Lo siento mi amor / El apagón (Natalia Sosa, Monica Huarte, Mariana Treviño y Pia Aún)

### CD 2
1. Quiero dormir cansado (Andrés Zuno)
2. Acaríciame / El gato y yo / Acaríciame (Natalia Sosa, Monica Huarte, Mariana Treviño y Pia Aún)
3. Detrás de mi ventana (Natalia Sosa, Monica Huarte, Mariana Treviño y Pia Aún)
4. Quiero dormir cansado / Todo se derrumbó (Andrés Zuno)
5. De qué te vale fingir / Fotografía (Natalia Sosa, Monica Huarte, Mariana Treviño y Pia Aún y Andrés Zuno)
6. Tu muñeca / No soy una muñeca (Natalia Sosa, Monica Huarte, Mariana Treviño y Pia Aún)
7. Solamente amigas (Pia Aún y Natalia Sosa)
8. Toda la vida (Andrés Zuno)
9. Mudanzas (Natalia Sosa, Monica Huarte, Mariana Treviño y Pia Aún y Andrés Zuno)
10. Megamix: Prometes (Natalia Sosa) / Lobo (Pía Aun) / El pecado (Mónica Huarte) / Leona dormida (Marta Fernanda) / Luna mágica (Lety López) / Yo no te pido la luna (Crisanta Gómez) / Bella (Andrés Zuno) / La maldita primavera (Mariana Treviño) / Tiempos mejores (Todos)

### Álbum sinfónico

#### CD 1
1. Obertura / Castillos (Crisanta Gómez, Hiromi, Paola Gómez y Marta Fernanda)
2. Cuando baja la marea (Kika Edgar, Georgina Levin, Tatiana y Hiromi)
3. Él me mintió / Mentiras / Mentiras (Crisanta Gómez, Paola Gómez, Paola Mingüer y Ana Cecilia Anzaldúa)
4. De color de rosa (Ana Brenda y Marta Fernanda)
5. De color de rosa (Reprise) (Marta Fernanda)
6. De mí enamórate (Lorena de la Garza)
7. Me alimento de ti (Georgina Levin y Mariano Palacios)
8. ¿Cómo te va mi amor? (Marta Fernanda y Felipe Flores) / La pareja ideal (Paola Mingüer y Álex Brizuela) / Celos (Angélica Vale)
9. Pobre secretaria (Paola Gómez y Efraín Berry)
10. Déjala (Marta Fernanda)
11. Amiga mía / Ese hombre no se toca (Crisanta Gómez y Hiromi)
12. Noche de copas (Majo Pérez, Lorena de la Garza, Paola Mingüer y Ana Cecilia Anzaldúa)
13. Lo siento mi amor (Kika Edgar)
14. Te estás Pasando (Tatiana)
15. Es ella más que yo (Angélica Vale)
16. Baño de mujeres (Efraín Berry)
17. Hombres al borde de un ataque de celos (Dalilah Polanco)
18. Medley: Yo no te pido la luna / Luna mágica / Hombres al borde de un ataque de celos / Te estás pasando / Lo siento mi amor / El apagón (Todas las mujeres)

#### CD 2
1. Quiero dormir cansado (Felipe Flores)
2. Acaríciame (Majo Pérez, Paola Gómez) / El gato y yo (Georgina Levin) / Acaríciame (Hiromi)
3. Detrás de mi ventana (Kika Edgar, Lorena de la Garza, Dalilah Polanco y Hiromi) / Quiero dormir cansado (Mariano Palacios) / Todo se derrumbó dentro de mí (Mariano Palacios) / De qué te vale fingir (Crisanta Gómez, Georgina Levin, Paola Gómez, Ana Cecilia Anzaldúa y todas las mujeres) / Fotografía (Álex Brizuela, Efraín Berry, Felipe Flores y Mariano Palacios)
4. Tu muñeca / No soy una muñeca (Ana Brenda, Paola Mingüer, Tatiana y Ana Cecilia Anzaldúa)
5. Solamente amigas (Marta Fernanda y Ana Cecilia Anzaldúa)
6. Toda la vida (Felipe Flores, Mariano Palacios, Álex Brizuela y Efraín Berry)
7. Mudanzas (Todas las mujeres y Álex Brizuela) / Megamix: Prometes (Angélica Vale) / Lobo (Majo Perez) / El pecado (Lorena de la Garza) / Bella (Efraín Berry) / Maldita primavera (Paola Gómez) / Tiempos mejores (Todos)
8. Exit music (Instrumental)

## Récords

### Develaciones de placa
- 100 Representaciones

Lupita D'Alessio (22 de mayo de 2009)
- 200 Representaciones

César Costa (4 de septiembre de 2009)
- 300 Representaciones

Daniela Romo (15 de enero de 2010)
- 400 Representaciones

Amanda Miguel (6 de mayo de 2010)
- 500 Representaciones

Dulce (29 de julio de 2010)
- 600 Representaciones

Manuel Mijares (25 de noviembre de 2010)
- 750 Representaciones

Rocío Banquells (17 de marzo de 2011)
- 800 Representaciones

Sherlyn (27 de mayo de 2011)
- 900 Representaciones

Yuri (17 de agosto de 2011)
- 1000 Representaciones

Lupita D'Alessio (14 de diciembre de 2011)
- 1100 Representaciones

María José (23 de abril de 2012)
- 1200 Representaciones

Yahir (28 de junio de 2012)
- 1300 Representaciones

María del Sol (11 de octubre de 2012)
- 1400 Representaciones

Francisco Céspedes (1 de marzo de 2013)
- 1500 Representaciones

Cristian Castro (1 de junio de 2013)
- 1600 Representaciones

Ana Gabriel (19 de septiembre de 2013)
- 1700 Representaciones

José José (5 de diciembre de 2013)
- 1800 Representaciones

Dulce (27 de marzo de 2014)
- 1900 Representaciones

Hernaldo Zúñiga (13 de julio de 2014)
- 1980 Representaciones

Xavier López "Chabelo" (7 de agosto de 2014)
- 1990 Representaciones

OV7 (21 de agosto de 2014)
- 2000 Representaciones

Flans (7 de septiembre de 2014)
- 2100 Representaciones

Edith Márquez (12 de marzo de 2015)
- 2200 Representaciones

Emmanuel (11 de junio de 2015)
- 2300 Representaciones

Kalimba Marichal (4 de septiembre de 2015)
- 2400 Representaciones

Diego Verdaguer (3 de diciembre de 2015)
- 2500 Representaciones

Amanda Miguel (18 de marzo de 2016)
- 2600 Representaciones

Los Ángeles Azules (18 de agosto de 2016)
- 2700 Representaciones

Margarita Gralia y Benny Ibarra (padre) (19 de octubre de 2016)
- 2800 Representaciones

Mane de la Parra (24 de marzo de 2017)
- 2900 Representaciones

Marco Corleone y El Hechicero (25 de mayo de 2017)
- 3000 Representaciones

Daniela Romo (1 de septiembre de 2017)
- 3100 Representaciones

Dulce, Rocío Banquells y Manoella Torres (GranDiosas) (10 de enero de 2018)
- 3200 Representaciones

María Fernanda Alvo y La Sonora Santanera (20 de abril de 2018)
- 3300 Representaciones

Aurora Valle, Juan José Origel, Martha Figueroa, Maca Carriedo, conductores de "Intrusos" y Mauricio Garza (19 de julio de 2018)
• 3600 y 3700 Representaciones
Elenco de "Perfectos desconocidos" (elenco 2019) (27 de septiembre de 2019) con la presentación de Aitza Terán (Daniela) y Michelle Rodríguez (Dulce).
• 3800 Representaciones
Paty Cantú (9 de enero de 2020)
• 4000 Representaciones
Función de Streaming Digital (5 de septiembre de 2020)
Elenco: 
Daniela - Kika Edgar
Dulce - María Chacón
Lupita - Paola Gómez
Yuri - Ana Cecilia Anzaldúa
Emmanuel - Carlos Gática
Manoella - Mary Francis Reyes
Anfitrionas - Dalilah Polanco y Angélica Vale

### Aniversarios
- 1° Aniversario

Evento de Karaoke (11 de febrero de 2010)
- 2° Aniversario

Mónica Huarte (11 de febrero de 2011)
- 3° Aniversario

Pandora (grupo musical) (11 de febrero de 2012)
- 4° Aniversario

Lucía Méndez (11 de febrero de 2013)
- 5° Aniversario

Benny Ibarra (11 de febrero de 2014)
- 6° Aniversario

Aracely Arámbula (no se presentó) (11 de febrero de 2015)
- 7° Aniversario

(08 de febrero de 2016)
- 8° Aniversario

Elenco de la telenovela La Candidata (11 de febrero de 2017)
- 9° Aniversario

Presentación de la versión del Taller de "Mentiras: el musical" (11 de febrero de 2018)
- 10° Aniversario

Presentación de la obra en el Auditorio Nacional con más de 40 actores del reparto en escena. (6 de febrero de 2019)
Elenco del Auditorio:
Daniela: Gloria Aura, Crisanta Gómez, Gaby Albo, Kika Edgar, Angélica Vale, Marta Fernanda
Dulce: Lola Cortés, Alicia Paola, Georgina Levin, Lety López 
Lupita: Paola Gómez, Dahlilah Polanco, María Chacón, Tatiana Palacios 
Yuri: Majo Pérez, Reyna López, Lorena de la Garza, Ana Cecilia Anzaldúa, Paloma Cordero 
Manoella: Mary Francis Reyes, Majo Medellín 
Emanuel: Carlos Gatica, Efraín Berry, Lenny de la Rosa, Enrique Montaño, Andrés Zuno, Daniel Elbittar
• 11º Aniversario
Semana de Aniversario (13 al 16 de febrero de 2020)
Funciones especiales con la actuación de elenco anterior
Jueves 13 de febrero: Crisanta Gómez, Majo Pérez, Lola Cortes, Carmen Sarahí, Mauricio Salas
Viernes 14 de febrero: Gloria Aura, Marta Fernanda y Jimena Pares
Sábado 15 de febrero: Majo Medellín, Laura Cortes, Paloma Cordero, Maria Filippini, Mariana Vargas, Efraín Berry, Gloria Aura
Domingo 16 de febrero: Gloria Aura, Majo Medellín, Ivonne Garza, Gaby Albo, José Sampedro, Paloma Cordero

## Adaptaciones
- Mentiras (el concierto) es una producción de BOBO producciones y José Manuel López Velarde, es un formato de concierto con todas las canciones de la obra con diferentes arreglos, incluyendo unas más como "No soy una señora", "Que ganas de no verte nunca más", "Déjame vivir", entre muchas otras, esta cuenta con la participación de Yuri, Lupita, Dulce, Daniela y Emmanuel. La obra teatral está basada en la vida de ellos. Elenco del Concierto: Daniela (Lorena Vignau), Dulce (Georgina Levin), Yuri (Paloma Cordero), Paola Gómez). Antiguos Miembros del Elenco: Daniela (Viviana Barrera), Emmanuel (Menny Carrasco), Dulce (Gaby Albo), Emmanuel (Lorenzo Davis). Cabe destacar que salvo Lorenzo, Menny Carrasco y Viviana Barre no han formado parte del musical, las demás actrices han formado parte del elenco del musical y que en la versión del concierto cuenta con modificaciones en cuanto al Megamix, cambiando algunos temas. El Megamix: Prometes / Lobo/ El pecado / Leona Dormida / Celos / Tiempos mejores / Agárrense de las manos / Tiempos mejores.

- Mentiras, la serie es una versión televisiva de la comedia dramática musical mexicana basada en la obra del mismo nombre de José Manuel López Velarde. Se estrenó en Amazon Prime Video el 13 de junio de 2025. Está protagonizada por Belinda, Diana Bovio, Regina Blandón, Mariana Treviño y Luis Gerardo Méndez.